# Назаров, Орзубек Пулетович
Орзубек Пулетович Назаров (30 августа 1966, Кант, Киргизская ССР) — советский и кыргызстанский боксёр.
Чемпион Европы (1987), бронзовый призёр чемпионата мира (1986), победитель (1985, 1987, 1988) и серебряный призёр (1989) чемпионата СССР среди любителей.
Чемпион мира в лёгкой весовой категории (WBA, 1993—1998).

## Биография
Родился 30 августа 1966 года в городе Кант, Киргизской ССР. По национальности узбек. Был одним из пятерых детей в семье.

## Любительская карьера
Начал заниматься боксом в 11 лет. Тренер — Геннадий Аноприев.
В марте 1983 года стал чемпионом СССР среди юниоров в легчайшем весе (до 54 кг).
В июне 1984 года стал чемпионом Европы среди юношей в полулёгком весе (до 57 кг).

### Чемпионат СССР 1985
Выступал в лёгком весе (до 60 кг). В 1/8 финала победил Юрия Савочкина. В четвертьфинале победил Владимира Степанова. В полуфинале победил Сергея Мичника. В финале победил Гаджи Каялова.

### Чемпионат мира 1986

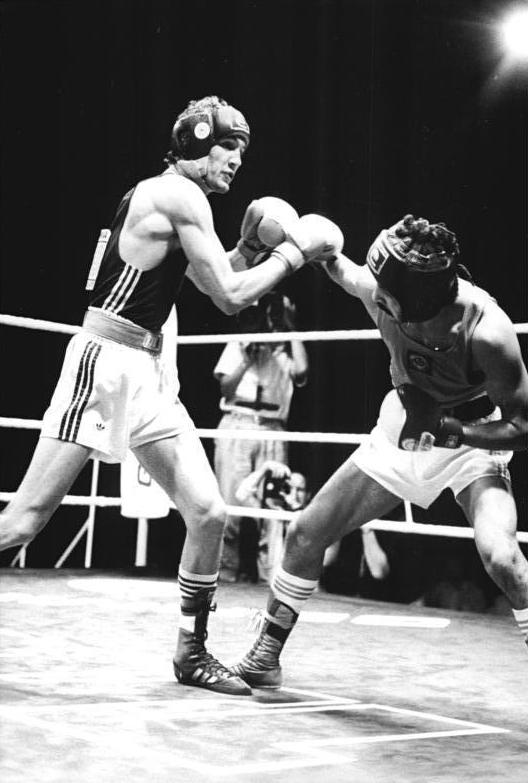
Бой Орзубека Назарова (справа) и Андреаса Отто в 1989 году

Выступал в лёгком весе (до 60 кг). В 1/16 финала победил турка Фарука Каратопа. В 1/8 финала победил финна Яна Нюхольма. В четвертьфинале победил Райнера Гиса из ФРГ. В полуфинале проиграл кубинцу Адольфо Орте.

### Игры доброй воли 1986
Выступал в лёгком весе (до 60 кг). В четвертьфинале победил поляка Дариуша Коседовского. В полуфинале победил монгола Энхбата Нерги. В финале победил американца Ромаллиса Эллиса.

### Спартакиада 1986
Выступал в лёгком весе (до 60 кг). В финале победил Михаила Литвинова.

### Чемпионат СССР 1987
Выступал в лёгком весе (до 60 кг). В четвертьфинале победил Владимира Канцеля. В полуфинале победил Серика Нурказова. В финале победил Владимира Степанова.

### Чемпионат Европы 1987
Выступал в лёгком весе (до 60 кг). В 1/8 финала победил венгра Абеля Чикоса. В четвертьфинале победил ирландца Майкла Кэррата. В полуфинале победил румына Даниэла Маерана. В финале победил болгарина Эмила Чупренски.

### Кубок мира 1987
Выступал в лёгком весе (до 60 кг). В четвертьфинале победил югослава Вукашина Добрашиновича. В полуфинале проиграл кубинцу Хулио Гонсалесу.

### Чемпионат СССР 1988
Выступал в лёгком весе (до 60 кг). В 1/8 финала победил Леонида Бронникова. В четвертьфинале победил Марата Джакиева. В полуфинале победил Гария Акопяна. В финале победил Константина Цзю.
Должен был поехать на Олимпийские игры 1988. Незадолго до начала игр у Назарова был обнаружен аппендицит. Был вынужден пропустить турнир.

### Чемпионат СССР 1989
Выступал в лёгком весе (до 60 кг). В 1/8 финала победил Александра Конюхова. В четвертьфинале победил Адылкана Бекболотова. В полуфинале победил Марата Джакиева. В финале проиграл Константину Цзю.

## Профессиональная карьера
Начал тренироваться у Александра Зимина.
Дебютировал на профессиональном ринге 1 февраля 1990 года, победив нокаутом в 1-м раунде.

### Чемпионский бой с Дингааном Тобелой
30 октября 1993 года встретился с чемпионом мира в лёгком весе по версии WBA южноафриканцем Дингааном Тобелой. Победил по очкам.

### Защиты титула (1994—1997)
19 марта 1994 года состоялся матч-реванш с Дингааном Тобелой. Назаров снова победил по очкам.
10 декабря 1994 года нокаутировал во 2-м раунде экс-чемпиона мира в двух весовых категориях американца Джоуи Гамаче.
15 мая 1995 года нокаутировал во 2-м раунде не имеющего поражений июжнокорейца Вон Пака.
14 ноября 1995 года победил по очкам филиппинца Диндо Каноя.
15 апреля 1996 года нокаутировал в 4-м раунде не имеющего поражений индонезийца Адриануса Тарореха.
Больше года не выходил на ринг из-за судебных разбирательств со своими промоутерами, компанией Kyoei Promotions. В итоге, прекратилс ними сотрудничество и начал работать с компанией AB Stars Production.
10 мая 1997 года нокаутировал в 7-м раунде американца Левандера Джонсона.
8 апреля 1998 года победил по очкам бывшего претендента на титул чемпиона мира в двух весовых категориях доминиканца Фрэдди Круса.

### Потеря титула и завершение карьеры
16 мая 1998 года встретился с экс-чемпионом мира в лёгком весе французом Жан-Баптистом Менди. В 3-м раунде Менди попал пальцем перчатки в левый глаз Назарова. Назаров проиграл по очкам. После боя выяснилось, что у Орзубека отслоение сетчатки левого глаза. Было сделано несколько операций. Спортсмен сохранил зрение, но карьеру пришлось завершить.

## После завершения спортивной карьеры
Занимается молочным бизнесом.
В 2006—2007 годах был главой Бишкекского спорткомитета, в 2007—2010 — депутатом Жогорку Кенеша (Парламента) Кыргызской Республики.
В 2016 году открыл зал бокса в Бишкеке.

## Семья
Женат. Супругу зовут Анна. У пары есть три дочери.

## Статистика боёв
В таблице перечислены результаты всех поединков боксёров.
В каждой строке указан результат поединка. Дополнительно номер поединка обозначен цветом, который обозначает итог поединка. Расшифровка обозначений и цветов представлена в нижеследующей таблице.
| Пример | Расшифровка                     |
| ------ | ------------------------------- |
|        | Победа                          |
|        | Ничья                           |
|        | Поражение                       |
|        | Планируемый поединок            |
|        | Поединок признан несостоявшимся |
| КО     | Нокаут                          |
| ТКО    | Технический нокаут              |
| PTS    | Решение судей (по очкам)        |
| UD     | Единогласное решение судей      |
| MD     | Решение большинства судей       |
| SD     | Раздельное решение судей        |
| RTD    | Отказ от продолжения боя        |
| DQ     | Дисквалификация                 |
| NC     | Поединок признан несостоявшимся |

| Бой | Дата             | Соперник                     | Место проведения                                   | Результат  | Примечание |
| --- | ---------------- | ---------------------------- | -------------------------------------------------- | ---------- | --- |
| 27  | 16 мая 1998      | Жан-Баптист Менди (50-7-2)   | Аккорхотелс Арена, Париж, Франция                  | UD12 (12)  | Потерял титул чемпиона мира в лёгком весе по версии WBA (7-я защита Назарова). Счёт: 112-118, 111-116, 112-116.                                                                  |
| 26  | 8 апреля 1998    | Фрэдди Крус (50-16-8)        | Галисбей, Гваделупа, Франция                       | PTS8 (8)   | |
| 25  | 4 октября 1997   | Оскар Наталио Лопес (30-7-1) | Le Grande Dome, Вийебон, департамент Эсон, Франция | KO4 (10)   | |
| 24  | 10 мая 1997      | Левандер Джонсон (26-1-1)    | Convention Center, Майами, Флорида, США            | TKO7 (12)  | Защитил титул чемпиона мира в лёгком весе по версии WBA (6-я защита Назарова). Джонсон в нокдауне один раз в 3-м раунде и два раза в 6-м раунде.                                 |
| 23  | 15 апреля 1996   | Адрианус Тарорех (12-0)      | Коракуэн, Токио, Япония                            | KO4 (12)   | Защитил титул чемпиона мира в лёгком весе по версии WBA (5-я защита Назарова). Тарорех по одному разу в нокдауне в 3-м и в 4-м раундах.                                          |
| 22  | 14 ноября 1995   | Диндо Каной (29-9-1)         | Municipal Gymnasium, Иваки, Фукусима, Япония       | UD12 (12)  | Защитил титул чемпиона мира в лёгком весе по версии WBA (4-я защита Назарова). Счёт: 119-110, 120-107, 120-113.                                                                  |
| 21  | 15 мая 1995      | Вон Пак (15-0-1)             | Коракуэн, Токио, Япония                            | KO2 (12)   | Защитил титул чемпиона мира в лёгком весе по версии WBA (3-я защита Назарова).                                                                                                   |
| 20  | 10 декабря 1994  | Джоуи Гамаче (36-1)          | Cross Insurance Arena, Портленд, Мэн, США          | KO2 (12)   | Защитил титул чемпиона мира в лёгком весе по версии WBA (2-я защита Назарова). Гамаче два раза в нокдауне во 2-м раунде.                                                         |
| 19  | 19 марта 1994    | Дингаан Тобела (29-2-1)      | Carousel Casino, Хамманскраал, Гаутенг, ЮАР        | UD12 (12)  | Защитил титул чемпиона мира в лёгком весе по версии WBA (1-я защита Назарова). Счёт: 118-108, 118-111, 118-110.                                                                  |
| 18  | 30 октября 1993  | Дингаан Тобела (29-1-1)      | Nasrec Indoor Arena, Йоханнесбург, Гаутенг, ЮАР    | UD12 (12)  | Завоевал титул чемпиона мира в лёгком весе по версии WBA (1-я защита Тобелы). Назаров в нокдауне в 4-м раунде. Тобела в нокдауне в 10-м раунде. Счёт: 117-111, 115-114, 118-108. |
| 17  | 19 июля 1993     | Бой Лигас (37-17-7)          | Токио, Япония                                      | PTS12 (12) | Защитил титул OPBF в лёгком весе (5-я защита Назарова). |
| 16  | 22 марта 1993    | Кван Сик Сон (11-0)          | Токио, Япония                                      | TKO2 (12)  | Защитил титул OPBF в лёгком весе (4-я защита Назарова). |
| 15  | 11 декабря 1992  | Эрни Алесна (19-1-2)         | Колизей Ариакэ, Токио, Япония                      | TKO5 (12)  | Защитил титул OPBF в лёгком весе (3-я защита Назарова). Алесна два раза в нокдауне в 5-м раунде.                                                                                 |
| 14  | 28 сентября 1992 | Нопаратной Вор Варапол (4-1) | Токио, Япония                                      | KO2 (12)   | Защитил титул OPBF в лёгком весе (2-я защита Назарова). |
| 13  | 24 июня 1992     | Фрэнсис Веласкес (28-6-6)    | Осака, префектура Осака, Япония                    | KO10 (12)  | Защитил титул OPBF в лёгком весе (1-я защита Назарова). |
| 12  | 11 мая 1992      | Ивао Отомо (22-4-5)          | Коракуэн, Токио, Япония                            | PTS12 (12) | Завоевал титул OPBF в лёгком весе (6-я защита Отомо). |
| 11  | 10 апреля 1992   | Нопаратной Вор Варапол (4-0) | Metropolitan Gym, Токио, Япония                    | KO2 (10)   | |
| 10  | 17 февраля 1992  | Такехито Накано (13-7)       | Токио, Япония                                      | KO1 (10)   | Защитил титул чемпиона Японии в лёгком весе (2-я защита Назарова). |
| 9   | 16 декабря 1991  | Даомай Ситхкодом (37-7)      | Токио, Япония                                      | PTS10 (10) | |
| 8   | 28 октября 1991  | Эрни Алесна (14-0-2)         | Токио, Япония                                      | KO4 (12)   | |
| 7   | 1 августа 1991   | Кацуми Маруяма (9-6)         | Токио, Япония                                      | KO2 (10)   | Защитил титул чемпиона Японии в лёгком весе (1-я защита Назарова). |
| 6   | 22 апреля 1991   | Кендзи Яги (13-2)            | Токио, Япония                                      | TKO4 (10)  | Завоевал титул чемпиона Японии в лёгком весе (1-я защита Яги). |
| 5   | 12 ноября 1990   | Тадаси Домото (2-5)          | Коракуэн, Токио, Япония                            | KO1 (8)    | |
| 4   | 10 сентября 1990 | Такаси Саито (11-5)          | Токио, Япония                                      | KO1 (?)    | |
| 3   | 9 июля 1990      | Хоган Ногути (9-7)           | Коракуэн, Токио, Япония                            | KO1 (6)    | |
| 2   | 12 апреля 1990   | Ён Ман Чон (2-4)             | Коракуэн, Токио, Япония                            | TKO3 (?)   | |
| 1   | 1 февраля 1990   | Макото Нисидзава (8-6-1)     | Рёгоку Кокугикан, Токио, Япония                    | TKO1 (6)   | Нисидзава три раза в нокдауне. |
| Бой | Дата             | Соперник                     | Место проведения                                   | Результат  | Примечание |

## Титулы и достижения

### Любительские
- 1983  Чемпион СССР среди юниоров в легчайшем весе (до 54 кг).
- 1984  Чемпион Европы среди юношей в полулёгком весе (до 57 кг).
- 1985  Чемпион СССР в лёгком весе (до 60 кг).
- 1986  Бронзовый призёр чемпионата мира в лёгком весе (до 60 кг).
- 1986  Победитель Игр доброй воли в лёгком весе (до 60 кг).
- 1986  Победитель Спартакиады народов СССР в лёгком весе (до 60 кг).
- 1987  Чемпион СССР в лёгком весе (до 60 кг).
- 1987  Чемпион Европы в лёгком весе (до 60 кг).
- 1987  Бронзовый призёр Кубка мира в лёгком весе (до 60 кг).
- 1988  Чемпион СССР в лёгком весе (до 60 кг).
- 1989  Серебряный призёр чемпионата СССР в лёгком весе (до 60 кг).

### Профессиональные

#### Региональные
- Чемпион Японии в лёгком весе (1991—1992).
- Титул OPBF в лёгком весе (1992—1993).

#### Мировые
- Чемпион мира в лёгком весе по версии WBA (1993—1998).

### Другие
- Первый представитель Кыргызстана, ставший чемпионом мира по боксу среди профессионалов.